# Victoria Koblenko
Victoria Koblenko (en ruso: Виктория Кобленко; Vínnitsa, 19 de diciembre de 1980) es una actriz, presentadora y columnista ucraniana que ha desarrollado su carrera en los Países Bajos.

## Biografía
Koblenko nació y creció en Ucrania. En 1992 se trasladó con sus padres a los Países Bajos. Inició su carrera en los medios en su adolescencia tras aparecer en varios anuncios de televisión. Logró reconocimiento con su interpretación como Isabella Kortenaer en la telenovela Goede Tijden, Slechte Tijden, papel que representó durante cerca de diez años. Su primer papel importante en el cine fue el de Marieke en el thriller psicológico Stille Nacht (2004), el cual le valió el Premio a la Actriz Favorita en la edición de 2004 del Festival de Cine de Países Bajos.
En 2005 participó en la película de terror Doodeind y un año después protagonizó el cortometraje American Dreams, interpretando a la esposa rusa de Lee Harvey Oswald. La película se proyectó en el Festival Internacional de Cine de Róterdam y fue nombrada mejor cortometraje en el Festival de Cine de Hollywood. En octubre de 2006 registró una aparición en el filme de terror Sl8n8. Tras varias participaciones como invitada en las series de televisión Van Speijk y Boks, Koblenko interpretó a Kim van Meegen en la serie dramática de doce capítulos Vuurzee.
En 2009 comenzó a rodar la primera temporada de la serie Bloedverwanten, en la que interpretó el papel de Laura durante tres temporadas. En 2010 protagonizó un falso documental en línea llamado Nigel & Victoria. En esta serie de ocho episodios cortos, emitidos en la plataforma YouTube, Koblenko se interpretó a sí misma. Debutó en el escenario en septiembre de 2010 con la obra de teatro Retour Hollandse Spoor del Teatro Nacional, bajo la dirección de Johan Doesburg.
La producción de la película para televisión Van God Los comenzó en marzo de 2011; allí interpretó el papel de Miranda. A partir de entonces registró apariciones en producciones para cine y televisión como The Paradise Suite, Huisvrouwen bestaan niet, Righetto, Life as It Should Be y las siguientes temporadas de Bloedverwanten.

## Filmografía

### Cine
| Año  | Título                   | Papel              |
| ---- | ------------------------ | ------------------ |
| 2004 | Stille Nacht             | Marieke Kopermolen |
| 2006 | American Dreams          | Marina             |
| 2006 | Doodeind                 | Laura              |
| 2006 | Sl8n8                    | Kristel Lodema     |
| 2011 | Van God Los              | Miranda            |
| 2015 | The Paradise Suite       | Ana                |
| 2015 | Fashion Chicks           | Victoria Wolff     |
| 2015 | Huisvrouwen bestaan niet | Titia              |
| 2019 | F*ck De Liefde           | Cindy              |
| 2019 | Righetto                 | Ervira             |
| 2020 | Life as It Should Be     | Danielle           |

### Televisión
| Título                       | Año              | Papel              | Cadena      |
| ---------------------------- | ---------------- | ------------------ | ----------- |
| Goede tijden, slechte tijden | 2000–2005, 2010- | Isabella Kortenaer | RTL 4       |
| Costa! de Serie              | 2001             | Quirine            | BNN         |
| Het Glazen Huis              | 2004             | Danielle           | RTL 4       |
| Van Speijk                   | 2006             | Charmaine          | Talpa       |
| Boks                         | 2006             | Anke               | Talpa       |
| Sorry, Minister              | 2009             | Ellen              | VPRO        |
| Vuurzee                      | 2009             | Kim van Megen      | VARA        |
| Сёстры Королевы              | 2008-09          | Лена               | Channel One |
| Bloedverwanten I             | 2009–2010        | Laura              | AVRO        |
| Bloedverwanten II            | 2011             | Laura              | AVRO        |
| FEUTEN                       | 2012             | Anne Fleur         | BNN         |
| Bloedverwanten III           | 2013             | Laura              | AVRO        |